# 1825

## أحداث
- تأسيس مدينة بالما سوريانو وتقع حاليا في كوبا.
- تأسيس مدينة توكموك وتقع حاليا في قيرغيزستان.
- تأسيس مدينة أبيوكوتا وتقع حاليا في نيجيريا.
- 12 نوفمبر: تأسيس مدينة سالاما وتقع حاليا في غواتيمالا.
- بداية حرب جاوة في 1825 والتي انتهت في 1830.
- بداية حرب السيزبلاتين في 10 ديسمبر 1825 والتي انتهت في 27 أغسطس 1828.
- 6 أغسطس استقلال بوليفيا من إسبانيا.
- 29 أغسطس اعترف البرتغال باستقلال البرازيل من خلال معاهدة ريو دي جانيرو.

## مواليد
- إدوارد فرانكلاند
- إسماعيل الفلكي
- إعجاز حسين الكنتوري
- إلكسندر مويسكي
- أحمد بن محمد بن أحمد بن سلمان آل خليفة
- أحمد رفعت باشا
- أكيليو بارا
- أليخاندرو مانويل سنيبالدي كاسترو
- آوغست بير
- بروك وستكوت
- بنجامين مونتفورت
- بيدرو الثاني
- بيرثولد كارل سيمان
- بينديكت بالنسا
- بينيديتو كايرولي
- توماس هنري هكسلي
- تيودور بلهارتس
- جان مارتن شاركو
- جورج إنس
- جورج فيلبس بوند
- جوليا هوك أميرة باتنبرغ
- جوهان بالمر
- خوسيه نييتو
- رافاييل نونيث (سياسي)
- رزق الله حسون
- شارل مارسيال لافيجري
- شتينجاس
- شير علي خان
- فرانثيسكو لامير إي بيرينغير
- فرانسيس جيمس تشايلد
- فرديناند فون مولر
- فرديناند لاسال
- فريديريك باير
- قاسم بن محمد آل ثاني
- كاميلو كاستيلو برانكو
- كونراد فرديناند ماير
- لويس بيلي
- محمد العزيز بوعتور
- نوبار باشا
- نيوتن بوث
- هانس غوده
- هرمان وندلاند
- هنري غود بلاسدل
- هنري والتر بيتس
- واصه باشا
- ويليام بوغيرو
- يوهان شتراوس الابن
- وليام ناسو ليس

## وفيات
- إيلي ويتني
- أحمد بن محمد الصاوي
- ألكسندر الأول
- أنطونيو سالييري
- آنا لاتيتا باربولد
- بولين بونابرت
- بيير شارلز لانفانت
- جاك لوي دافيد
- جان باول
- جون ستريكر
- دانيال تومبكينس
- دانيال شايز
- دومينيك فيفانت
- سان سايمون
- سانتوري دي سانتاروسا
- عبد الرحمن الجبرتي
- فرديناندو الأول ملك الصقليتين
- كريستيان هاينريش فولكه
- لاسكارينا بوبولينا
- ماكسيمليان الأول يوزف
- محمد العربي الدرقاوي
- هرمان وندلاند
- هنري غود بلاسدل
- هنري فوسيلي
- هنري كلاي
- هنري والتر بيتس
- واصه باشا
- وليام هال
- ويليام بوغيرو
- يوسف بن عبد الجليل الخضري
- يوهان فريدريش بفاف